# Александровка (Кугарчинский район)
Алекса́ндровка (баш. Александровка) — село в Кугарчинском районе Республики Башкортостан Российской Федерации. Входит в состав Юмагузинского сельсовета. Живут русские (2002).

## Топоним
С 1866 — хутор Александровский, в 1920 — село Ново-Александровское. С 1930‑х гг. — современные название и статус.

## География
Расположено на р. Узе, при впадении её в реку Белая.

### Географическое положение
Расстояние до:
- районного центра (Мраково): 35 км,
- центра сельсовета (Юмагузино): 5 км,
- ближайшей ж/д станции (Мелеуз): 63 км.

## История
Основано русскими крестьянами на территории Оренбургского уезда. Известен с 1866 как хутор Александровский. Входил хутор в состав Бушман-Суун-Каракипчакской волости.

## Население
| 2002 | 2009 | 2010 |
| ---- | ---- | ---- |
| 395  | ↗410 | ↘367 |

### Историческая численность населения
В 1866 году в 37 дворах проживало 262 человек, в 1900—120 чел., в 1920—1655, в 1939—952, в 1959—641, в 1989—336, в 2002—395, в 2010—367.

## Инфраструктура
Личное подсобное хозяйство с зоной сельскохозяйственного использования, индивидуальная застройка усадебного типа.
Основа экономики — сельское хозяйство.
Действуют основная школа (филиал средней школы № 2 с. Юмагузино), фельдшерско-акушерский пункт, клуб, библиотека.

## Транспорт
Село доступно автотранспортом.